# Улица Маяковского (Санкт-Петербург)
У́лица Маяко́вского — улица в Центральном районе Санкт-Петербурга. Проходит от Невского проспекта до Кирочной улицы.

## История
Улица была проложена в первой половине XVIII века, первоначально именовалась Средней Першпективой и шла от Кирочной улицы до улицы Жуковского (тогда Итальянской).
- пр. к шести лавочкам. 1798 год[1]
- в 1800 году улица переименована в Шестилавочную
- 1804—1817 Средний Полковой пр.
- 1793 — 7 марта 1858 Средний пр.
- с 14 апреля 1852 года по 16 января 1936 года улица называлась Надеждинской
- 7 марта 1858 года был открыт участок от улицы Жуковского до Невского проспекта[2]
- 16 января 1936 года улица получила сегодняшнее название.

## Достопримечательности

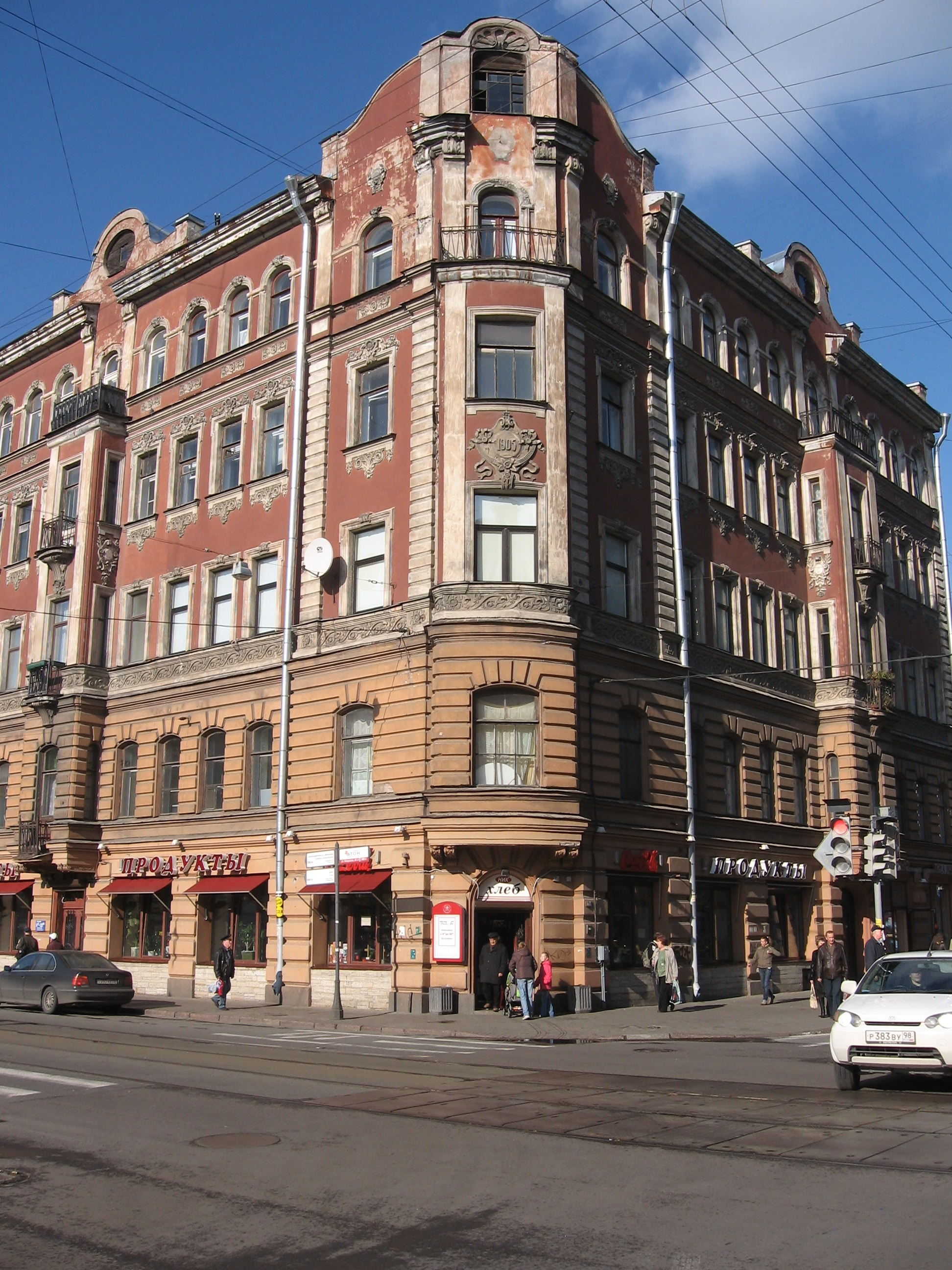
Доходный дом Бурцева (№ 30)

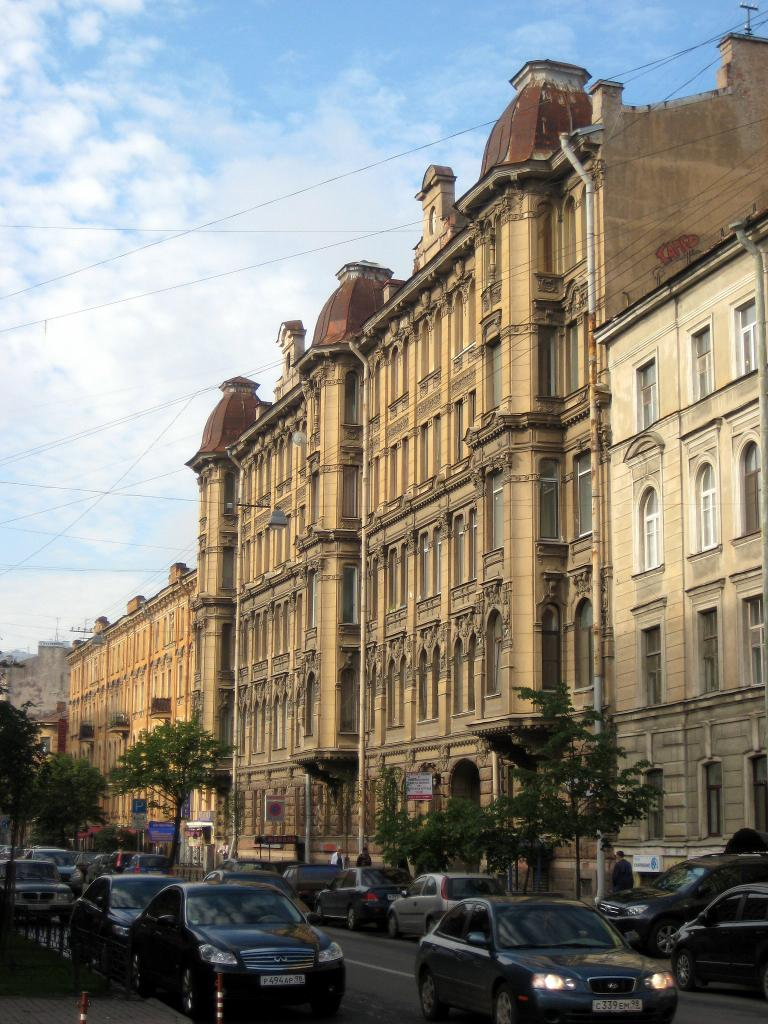
Доходный дом Н. В. Чайковского (№ 36-38)

До середины XIX века улица сохраняла окраинный облик (к этому времени относятся дома 25, 43 и 44, сохранившиеся без существенных переделок). Во второй половине XIX — начала XX века началась её застройка доходными домами.
- д. 1 — Невский проспект, 96 — доходный дом Яковлевых. В 1871—1872 годах по проекту М. А. Макарова были перестроены угловая часть и построены новые корпуса[3].
- д. 3  781710766950006 — доходный дом М. М. Рянгина (М. М. и С. М. Сомовых). Построен в 1900—1901 годах по проекту П. И. Гилева. В этом доме жил Анатолий Фёдорович Кони. В 1984 году установлена мемориальная доска «В этом доме жил и скончался 17-го сентября 1927 г. Анатолий Федорович Кони».
- д. 3А — трансформаторная подстанция ПАО «Ленэнерго» между домом № 5 по ул. Маяковского и домом № 8 по ул. Восстания, на стене которой находится граффити с портретом певца Виктора Цоя. Изображение было выполнено художниками арт-группы HoodGraff в 2014 году ко дню памяти музыканта, погибшего 15 августа 1990 года. Вскоре стало известно, что администрация Центрального района предписала удалить несогласованное властями изображение, однако граффити было сохранено благодаря вмешательству ВРИО губернатора Г. С. Полтавченко[4]. В начале апреля 2019 г. граффити обновилось, портрет был заново переписан[5]. 25 августа 2020 года, невзирая на мнение горожан, ГАТИ Санкт-Петербурга предписало удалить изображение в трёхдневный срок[6].
- д. 5 — здание Родовспомогательного заведения с флигелями (1862—1864, архитектор Г. Х. Штегеман). В современности в этом здании расположены Археографическая комиссия и старейший в России родильный дом (где среди прочих родился В.В. Путин).  7831726001
- д. 8 — здание лицея № 214.
- д. 10 — доходный дом. Перестроен в 1914 году по проекту И. А. Претро.
- д. 11 — дом, в котором жил Д. И. Хармс. 22 декабря 2005 года состоялось открытие мемориальной доски[7].
- д. 12  781721205620005 — Бывшая Александринская женская больница, основанная в 1844 по указу Николая I. Первое здание было построено по проекту Александра Брюллова. С 1926 года — Российский научно-исследовательский нейрохирургический институт имени профессора А. Л. Поленова. Надстроено в 1937—1939 годах под руководством архитекторов Я. М. Коварского, Г. П. Любарского. В 1997 году установлена мемориальная доска «В этом институте с 1938 по 1969 гг. работал выдающийся отечественный нейрохирург, профессор Бабчин Исаак Савельевич». Напротив здания расположен памятник А. Л. Поленову ( 781710972310006)[8].
- д. 15  781510273710035 — Комплекс построек Главного управления государственного коннозаводства и Санкт-Петербургской аукционной конюшни. Построен в 1830-е годы, позже достраивался. В 1920-е гг. часть помещений была отдана под коммунальные квартиры. Кроме них в здании располагались Ленинградская государственная заводская конюшня и Северо-Западное статистическое управление. В этом доме жил актёр Александр Демьяненко[9]. В 1972 году дворовые флигели и манеж были отданы балетной труппе «Хореографические миниатюры», созданной в 1969 г. известным хореографом Леонидом Якобсоном.
- Пересечение с ул. Некрасова — памятник В. В. Маяковскому.  7800396000
- д. 16 — Улица Жуковского, 14 — доходный дом. Архитектор В. Е. Морган 1833, 1842. (Перестроен).
- д. 18 — с 1878 года здесь проживал Г. З. Елисеев
- д. 20 — доходный дом. В 1878 году лицевой дом был надстроен до четырёх этажей архитектором К. Г. Прейсом.
- д. 21 — в 1996 году установлена мемориальная доска «В этом доме с 1928 по 1937 год жил выдающийся артист эстрады Леонид Осипович Утесов».
- д. 25  7831730000 — дом Калугина, 1826—1827 гг., арх. Д. Адамини (?).
- д. 27, литера А  781610563710005 — дом П. Лесникова (Комитета попечительства о русской иконописи)[10].
- д. 30 (улица Некрасова, 18)  7831729000 — доходный дом мецената Александра Евгеньевича Бурцева, 1903 г., арх. М. Б. Кварт[11].
- д. 34 — Басков пер., 4. Доходный дом, построенный в 1867—1868 и перестроенный в 1878—1879 годах по проекту Х. Х. Тацки. Включён существовавший дом.
- д. 35  7832190000 (1858 г., арх. В. В. Штром) — особняк Н. Меняева, здание общества «Маяк» (с 1905 года, прежний владелец С. А. Никитин[12]). В 1907—1908 справа пристроен гимнастический зал (арх. П. Ю. Сюзор)[13]. В 1914 надстроен третий этаж[14] (арх. А. А. Грубе). В разные годы жильцами дома были академик Анатолий Кони, историк Сергей Платонов, лингвист Дмитрий Овсянико-Куликовский. В 2017 году особняк сняли с охраны, так как экспертиза института «Ленпроектреставрация», выполненная по заказу КГИОП, «не выявила у дома градостроительной ценности»[15][16][17]. Сразу же после лишения охранного статуса в здании провела капитальный ремонт и устроила офис Северо-Западная транспортная прокуратура[18]. Градозащитники подали иск в Куйбышевский районный суд и выиграли дело в 2018-м, по результатам дополнительной судебной экспертизы здание было признано имеющим ценность. Этот случай стал прецедентным в практике Петербурга — ранее постановления о возвращении статуса памятника выносились только на основе ошибок в документах[19][20].
- д. 36  781610563700005 — доходный дом Н. В. Чайковского, правую часть построил в 1905—1906 гг. гражд. инж. М. Ю. Капелинский, левую — в 1908—1909 гг. арх. М. А. Сонгайло.
- д. 43 — Манежный переулок, 7, угловая часть — доходный дом. Архитектор Ф. И. Браун, 1837.
- д. 52  7831733000 — дом В. К. Гаугера (А. С. Залшупина). Построен в 1881—1882 гг. воен. инж. В. К. Гаугером, в 1900 г. перестроил арх. Л. Л. Фуфаевский, в 1909 г. — перестроил и расширил арх. М. И. Сегаль. В 1955 году установлена мемориальная доска «В этом доме с 1915 г. по 1918 г. жил поэт Владимир Маяковский».
- д. 56 — в 1956 году установлена мемориальная доска «В этом доме с 1900 г. по 1916 г. жил и умер Михаил Михайлович Поморцев, первый русский аэролог, исследователь в области воздухоплавания».

На Шестилавочной улице Фёдор Достоевский поселил титулярного советника Якова Петровича Голядкина, главного героя повести «Двойник».

## Прочее
Координаты начала: 59°55′55″ с. ш. 30°21′14″ в. д.
Координаты конца: 59°56′38″ с. ш. 30°21′19″ в. д.
При движении от Невского проспекта пересекается со следующими улицами:
- Невский проспект
- улица Жуковского
- Ковенский переулок
- улица Некрасова
- Басков переулок
- Сапёрный переулок
- Артиллерийская улица
- улица Рылеева
- Манежный переулок
- Кирочная улица